# San Nicolás del Puerto
San Nicolás del Puerto è un comune spagnolo di 679 abitanti situato nella comunità autonoma dell'Andalusia.